# N-terminal
N-terminal (amino-terminal) é uma das extremidades da cadeia polipeptídica. A outra extremidade é chamada "C-terminal" ou "carboxi-terminal". Convencionou-se escrever as cadeias peptídicas da esquerda para a direita, partindo do N-terminal em direção ao C-terminal, pois é esta a sequência em que os ribossomos as sintetizam.